# Prefettura di Amou
La prefettura di Amou è una prefettura del Togo situato nella regione degli Altopiani con 105.091 abitanti al censimento 2010. Il capoluogo è la città di Amlamé.